# فلای‌پلیکان

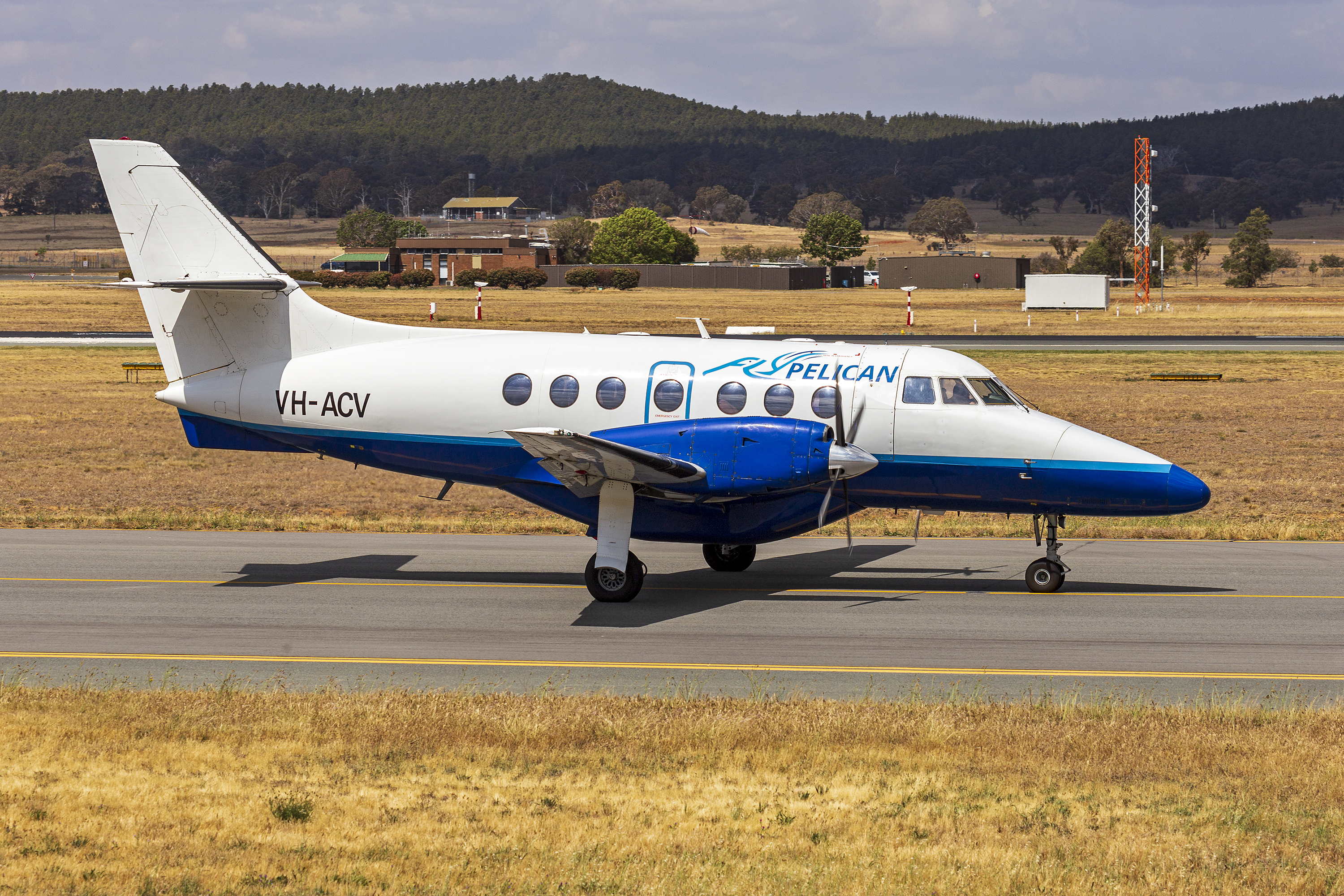
یک هواپیما فلای پلیکان آماده برای پرواز

فلای‌پلیکان (به انگلیسی: FlyPelican) یک شرکت هواپیمایی است که در ۲۰۱۴ میلادی تأسیس شده‌است. دفتر مرکزی فلای‌پلیکان در نیوکاسل، استرالیا واقع شده‌است و به ۴ مقصد، پرواز انجام می‌دهد.